# WTA de Sydney
O WTA de Sydney – ou Sydney Tennis Classic, na última edição – foi um torneio de tênis profissional feminino, de categoria WTA 500.
Realizado em Sydney, no oeste da Austrália, estreou em 1885. Deixou de ser torneio regular em 2020 e 2021 para ser co-anfitriã da ATP Cup. Retornou em 2022 para uma única edição combinada ATP e WTA; no ano seguinte, compôs sede mais uma vez, agora da mista e por equipes United Cup. Os jogos eram disputados em quadras duras durante o mês de janeiro.

## Finais
As informações da coluna Ano referem-se ao período em que as edições foram realizadas. Em algumas linhas, foi preciso adicionar dia e mês para diferenciar múltiplas edições, que ocorriam muito próximas entre si.
Nem sempre a data de uma edição correspondia ao ano de temporada que pertence. Por exemplo, o torneio iniciado na semana de 18/12/1978 faz parte da temporada de 1979. A década de 1970 é proprietária de ocorrências assim. Inclusive, houve uma só temporada com quatro torneios em Sydney (note-se que podem ter ocorridos em lugares diferentes da cidade, com diferentes organizadores).
Nesses casos, o recurso tooltip (um pontilhado que indica a possibilidade de passar o cursor na área para revelar a informação extra) foi utilizado para comunicar a qual temporada determinada edição pertence.

### Simples
| Ano                                     | Campeã                  | Vice-campeã             | Resultado      |
| --------------------------------------- | ----------------------- | ----------------------- | -------------- |
| 2022                                    | Paula Badosa            | Barbora Krejčíková      | 6–3, 4–6, 7–64 |
| Torneio não realizado entre 2021 e 2020 |                         |                         |                |
| 2019                                    | Petra Kvitová           | Ashleigh Barty          | 1–6, 7–5, 7–63 |
| 2018                                    | Angelique Kerber        | Ashleigh Barty          | 6–4, 6–4       |
| 2017                                    | Johanna Konta           | Agnieszka Radwańska     | 6–2, 6–2       |
| 2016                                    | Svetlana Kuznetsova     | Mónica Puig             | 6–0, 6–2       |
| 2015                                    | Petra Kvitová           | Karolína Plíšková       | 7–65, 7–66     |
| 2014                                    | Tsvetana Pironkova      | Angelique Kerber        | 6–4, 6–4       |
| 2013                                    | Agnieszka Radwańska     | Dominika Cibulková      | 6–0, 6–0       |
| 2012                                    | Victoria Azarenka       | Li Na                   | 6–2, 1–6, 6–3  |
| 2011                                    | Li Na                   | Kim Clijsters           | 7–63, 6–3      |
| 2010                                    | Elena Dementieva        | Serena Williams         | 6–3, 6–2       |
| 2009                                    | Elena Dementieva        | Dinara Safina           | 6–3, 2–6, 6–1  |
| 2008                                    | Justine Henin           | Svetlana Kuznetsova     | 4–6, 6–2, 6–4  |
| 2007                                    | Kim Clijsters           | Jelena Janković         | 4–6, 7–61, 6–4 |
| 2006                                    | Justine Henin-Hardenne  | Francesca Schiavone     | 4–6, 7–5, 7–5  |
| 2005                                    | Alicia Molik            | Samantha Stosur         | 56–7, 6–4, 7–5 |
| 2004                                    | Justine Henin-Hardenne  | Amélie Mauresmo         | 6–4, 6–4       |
| 2003                                    | Kim Clijsters           | Lindsay Davenport       | 6–4, 6–3       |
| 2002                                    | Martina Hingis          | Meghann Shaughnessy     | 6–2, 6–3       |
| 2001                                    | Martina Hingis          | Lindsay Davenport       | 6–3, 4–6, 7–5  |
| 2000                                    | Amélie Mauresmo         | Lindsay Davenport       | 7–62, 6–4      |
| 1999                                    | Lindsay Davenport       | Martina Hingis          | 6–4, 6–3       |
| 1998                                    | Arantxa Sánchez Vicario | Venus Williams          | 6–1, 6–3       |
| 1997                                    | Martina Hingis          | Jennifer Capriati       | 6–1, 5–7, 6–1  |
| 1996                                    | Monica Seles            | Lindsay Davenport       | 4–6, 7–67, 6–3 |
| 1995                                    | Gabriela Sabatini       | Lindsay Davenport       | 6–3, 6–4       |
| 1994                                    | Kimiko Date             | Mary Joe Fernández      | 6–4, 6–2       |
| 1993                                    | Jennifer Capriati       | Anke Huber              | 6–4, 6–1       |
| 1992                                    | Gabriela Sabatini       | Arantxa Sánchez Vicario | 6–1, 6–1       |
| 1991                                    | Jana Novotná            | Arantxa Sánchez Vicario | 6–4, 6–2       |
| 1990                                    | Natalia Zvereva         | Barbara Paulus          | 4–6, 6–1, 6–3  |
| 1989                                    | Martina Navrátilová     | Catarina Lindqvist      | 6–2, 6–4       |
| 1988                                    | Pam Shriver             | Helena Suková           | 6–2, 6–3       |
| 1987                                    | Zina Garrison           | Pam Shriver             | 6–2, 6–4       |
| Torneio não realizado em 1986           |                         |                         |                |

| 1985 (18 nov.)                          | Martina Navrátilová      | Hana Mandlíková            | 3–6, 6–1, 6–2  |
| 1985 (6 mai.)                           | Pam Shriver              | Dianne Balestrat           | 6–3, 6–4       |
| 1984                                    | Martina Navrátilová      | Ann Henricksson            | 6–1, 6–1       |
| 1983                                    | Jo Durie                 | Kathy Jordan               | 6–3, 7–5       |
| 1982                                    | Martina Navrátilová      | Evonne Cawley              | 6–0, 3–6, 6–1  |
| 1981                                    | Chris Evert-Lloyd        | Martina Navrátilová        | 6–4, 2–6, 6–1  |
| 1980                                    | Wendy Turnbull           | Pam Shriver                | 3–6, 6–4, 7–6  |
| 1979 (17 dez.)                          | Hana Mandlíková          | Bettina Bunge              | 6–3, 3–6, 6–3  |
| 1979 (3 dez.)                           | Sue Barker               | Rosalyn Fairbank           | 6–0, 7–5       |
| 1978 (18 dez.)                          | Dianne Fromholtz         | Wendy Turnbull             | 6–2, 7–5       |
| 1978 (4 dez.)                           | Dianne Fromholtz         | Kerry Reid                 | 6–1, 1–6, 6–4  |
| 1977 (dez.)                             | Evonne Cawley            | Sue Barker                 | 6–2, 6–3       |
| 1977 (nov.)                             | Evonne Cawley            | Kerry Reid                 | 6–1, 6–3       |
| 1976 (dez.)                             | Kerry Reid               | Dianne Fromholtz Balestrat | 3–6, 6–3, 6–2  |
| 1976 (nov.)                             | Martina Navrátilová      | Betty Stöve                | 7–5, 6–2       |
| 1975                                    | Evonne Goolagong         | Sue Barker                 | 6–2, 6–4       |
| 1974 (dez.)                             | Evonne Goolagong         | Margaret Court             | 6–3, 7–5       |
| 1974 (jan.)                             | Karen Krantzcke          | Evonne Goolagong           | 6–2, 6–3       |
| Torneio não realizado em 1973           |                          |                            |                |
| 1972 (dez.)                             | Margaret Court           | Evonne Goolagong           | 6–3, 6–2       |
| 1972 (jan.)                             | Evonne Goolagong         | Virginia Wade              | 6–1, 7–6       |
| 1971                                    | Margaret Court           | Olga Morozova              | 6–2, 6–2       |
| 1970                                    | Billie Jean King         | Margaret Court             | 6–2, 4–6, 6–3  |
| 1969                                    | Margaret Court           | Rosie Casals               | 6–1, 6–2       |
| Torneio não realizado em 1968           |                          |                            |                |
| 1967                                    | Judy Tegart              | Margaret Smith             | w.o.           |
| 1966                                    | Lesley Turner            | Kerry Melville             | 6–8, 9–7, 6–3  |
| 1965                                    | Margaret Smith           | Nancy Richey               | 6–2, 6–2       |
| 1964                                    | Margaret Smith           | Billie Jean Moffitt        | 6–4, 6–3       |
| 1963                                    | Margaret Smith           | Judy Tegart                | 6–1, 6–3       |
| 1962                                    | Margaret Smith           | Lesley Turner              | 8–6, 6–2       |
| 1961                                    | Margaret Smith           | Darlene Hard               | 6–2, 6–1       |
| 1960                                    | Jan Lehane O'Neill       | Margaret Smith             | 6–1, 6–3       |
| 1959                                    | Jan Lehane O'Neill       | Mary Reitano               | 6–3, 3–6, 6–2  |
| 1958                                    | Renee Schuurman Haygarth | Jan Lehane O'Neill         | 6–2, 4–6, 6–4  |
| 1957                                    | Lorraine Coghlan         | Angela Mortimer            | 6–4, 10–8      |
| 1956                                    | Althea Gibson            | Shirley Fry                | 10–8, 6–2      |
| 1955                                    | Mary Bevis Hawton        | Mary Carter                | 9–7, 9–7       |
| 1954                                    | Beryl Penrose Collier    | Jenny Staley Hoad          | 6–0, 1–6, 6–3  |
| 1953                                    | Thelma Long              | Mary Bevis Hawton          | 6–1, 8–6       |
| 1952                                    | Maureen Connolly Brinker | Julie Sampson Haywood      | 6–3, 6–2       |
| 1951                                    | Thelma Long              | Mary Bevis Hawton          | 6–2, 6–2       |
| 1950                                    | Nancye Wynne Bolton      | Esme Ashford               | 6–3, 6–2       |
| 1949                                    | Joyce Fitch              | Nancye Wynne Bolton        | 4–6, 7–5, 7–5  |
| 1948                                    | Darlene Hard             | Joyce Fitch                | 1–6, 6–4, 6–2  |
| 1947                                    | Nancye Wynne Bolton      | Marie Toomey               | 6–2, 6–1       |
| 1946                                    | Nancye Wynne Bolton      | Thelma Long                | 6–3, 4–6, 6–1  |
| 1945                                    | Nancye Wynne Bolton      | Nell Hopman                | 6–3, 6–3       |
| Torneio não realizado entre 1944 e 1941 |                          |                            |                |
| 1940                                    | Thelma Coyne             | V. Berg                    | 6–3, 6–1       |
| 1939                                    | Nancye Wynne             | Thelma Coyne               | 8–6, 6–3       |
| 1938                                    | Thelma Coyne             | Joan Hartigan              | 6–2, 6–2       |
| 1937                                    | Nancye Wynne             | Thelma Coyne               | 6–3, 7–5       |
| 1936                                    | Nancye Wynne             | Nell Hopman                | 4–6, 6–4, 6–1  |
| 1935                                    | Thelma Coyne             | Joan Hartigan              | 6–2, 6–0       |
| 1934                                    | Dorothy Round            | Emily Westacott            | 6–2, 6–0       |
| 1933                                    | Joan Hartigan            | Louise Bickerton           | 6–4, 6–2       |
| 1932                                    | Marjorie Cox Crawford    | Joan Hartigan              | 4–6, 6–4, 6–4  |
| 1932                                    | Joan Hartigan            | Margaret Molesworth        | 6–2, 6–2       |
| 1931                                    | Marjorie Cox Crawford    | Ula Valkenburg             | 7–5, 6–2       |
| 1930                                    | Louise Bickerton         | Emily Hood                 | 6–3, 6–4       |
| 1929                                    | Daphne Akhurst           | Kathrine Le Mesurier       | 6–2, 6–2       |
| 1928                                    | Sylvia Harper            | Marjorie Cox               | 6–4, 6–4       |
| 1927                                    | Esna Boyd                | Daphne Akhurst             | 3–6, 6–3, 6–2  |
| 1926                                    | Esna Boyd                | Daphne Akhurst             | 3–6, 6–3, 6–0  |
| 1925                                    | Marjorie Cox             | M. Martin                  | 7–5, 6–1       |
| 1924                                    | Sylvia Lance             | Margaret Molesworth        | 6–2, 8–6       |
| 1923                                    | Esna Boyd                | Margaret Molesworth        | 4–6, 6–2, 6–4  |
| 1922                                    | N. Curtis                | Margaret Molesworth        | 10–8, 5–7, 7–5 |
| 1921                                    | Margaret Molesworth      | Sylvia Lance               | 6–2, 6–4       |
| 1920                                    | Annie Halley             | Annie K. Baker Ford        | 6–4, 6–3       |
| 1919                                    | Margaret Molesworth      | Annie K. Baker Ford        | 2–6, 6–4, 6–1  |
| 1918                                    | Annie K. Baker Ford      |                            |                |
| 1917                                    | Annie K. Baker Ford      |                            |                |
| 1916                                    | Annie K. Baker Ford      |                            |                |
| 1915                                    | Phillis Stewart          | Annie K. Baker Ford        | 6–4, 6–2       |
| 1914                                    | Phillis Stewart          | Annie K. Baker Ford        | 6–1, 6–0       |
| 1913                                    | Phillis Stewart          | Annie K. Baker Ford        | 6–2, 6–1       |
| 1912                                    | Annie K. Baker Ford      | Collings                   | 6–0, 6–3       |
| 1911                                    | Phillis Stewart          | Collings                   | 6–0, 6–3       |
| 1910                                    | Lily Addison             | Phillis Stewart            | 6–0, 3–6, 6–2  |
| 1909                                    | Lucy Powdrell            | Kate Nunneley              | 8–6, 6–3       |
| 1908                                    | Annie K. Baker           | Collings                   | 6–2, 6–2       |
| 1907                                    | Rose Payton              | D. Gordon                  | 6–2, 6–0       |
| 1906                                    | Annie K. Baker           | Gardiner                   | 6–2, 6–1       |
| Torneio não realizado em 1905           |                          |                            |                |
| 1904                                    | Rose Payton              | Lee                        | 6–1, 6–2       |
| 1903                                    | Rose Payton              | Mrs. Beatty                | 6–1, 6–0       |
| 1902                                    | Rose Payton              | M. Dransfield              | 6–1, 6–2       |
| 1901                                    | Rose Payton              | M. Dransfield              | 6–2, ab.       |
| 1900                                    | Rose Payton              | Phoebe Howitt Cater        | 6–1, 6–1       |
| 1899                                    | Phoebe Howitt            | Rose Payton                | 3–6, 10–8, 7–5 |
| 1898                                    | Phoebe Howitt            | M. Dransfield              | 6–1, 6–1       |
| 1897                                    | Phoebe Howitt            | Kate Nunneley              | 6–3, 3–6, 6–4  |
| 1896                                    | Kate Nunneley            | Mabel Shaw                 |                |
| 1895                                    | Mabel Shaw               |                            |                |
| 1894                                    | M. Dransfield            |                            |                |
| 1893                                    | Miss Mayne               | Mabel Shaw                 | 6–0, 6–0       |
| 1892                                    | Mabel Shaw               | M. Dransfield              | 7–5, 3–6, 6–4  |
| 1891                                    | M. Dransfield            | Miss Mayne                 | w.o.           |
| 1890                                    | Miss Mayne               | Mabel Shaw                 | 6–0, 6–0       |
| 1889                                    | Miss Mayne               | Blaxland                   | 6–3, 5–7, 6–4  |
| 1888                                    | L. Scott                 | Miss Mayne                 | 8–6, 6–4       |
| 1887                                    | Miss Mayne               | C. Greene                  |                |
| 1886                                    | C. Greene                | Annie Lamb                 |                |
| 1885                                    | Annie Lambc              | Gordon                     | 6–5, 6–4       |

### Duplas
| Ano                                     | Campeãs                                                    | Vice-campeãs                                               | Resultado                              |
| --------------------------------------- | ---------------------------------------------------------- | ---------------------------------------------------------- | -------------------------------------- |
| 2022                                    | Anna Danilina Beatriz Haddad Maia                          | Vivian Heisen Panna Udvardy                                | 4–6, 7–5, [10–8]                       |
| Torneio não realizado entre 2021 e 2020 |                                                            |                                                            |                                        |
| 2019                                    | Aleksandra Krunić Kateřina Siniaková                       | Eri Hozumi Alicja Rosolska                                 | 6–1, 7–63                              |
| 2018                                    | Gabriela Dabrowski Xu Yifan                                | Latisha Chan Andrea Sestini Hlaváčková                     | 6–3, 6–1                               |
| 2017                                    | Tímea Babos Anastasia Pavlyuchenkova                       | Sania Mirza Barbora Strýcová                               | 6–4, 6–4                               |
| 2016                                    | Martina Hingis Sania Mirza                                 | Caroline Garcia Kristina Mladenovic                        | 1–6, 7–5, [10–5]                       |
| 2015                                    | Bethanie Mattek-Sands Sania Mirza                          | Raquel Kops-Jones Abigail Spears                           | 6–3, 6–3                               |
| 2014                                    | Tímea Babos Lucie Šafářová                                 | Sara Errani Roberta Vinci                                  | 7–5, 3–6, [10–7]                       |
| 2013                                    | Nadia Petrova Katarina Srebotnik                           | Sara Errani Roberta Vinci                                  | 6–3, 6–4                               |
| 2012                                    | Květa Peschke Katarina Srebotnik                           | Liezel Huber Lisa Raymond                                  | 6–1, 4–6, [13–11]                      |
| 2011                                    | Iveta Benešová Barbora Záhlavová-Strýcová                  | Květa Peschke Katarina Srebotnik                           | 4–6, 6–4, [10–7]                       |
| 2010                                    | Cara Black Liezel Huber                                    | Tathiana Garbin Nadia Petrova                              | 6–1, 3–6, [10–3]                       |
| 2009                                    | Hsieh Su-Wei Peng Shuai                                    | Nathalie Dechy Casey Dellacqua                             | 6–0, 6–1                               |
| 2008                                    | Yan Zi Zheng Jie                                           | Tatiana Perebiynis Tatiana Poutchek                        | 6–4, 7–6                               |
| 2007                                    | Anna-Lena Grönefeld Meghann Shaughnessy                    | Marion Bartoli Meilen Tu                                   | 6–3, 3–6, 7–6                          |
| 2006                                    | Corina Morariu Rennae Stubbs                               | Virginia Ruano Pascual Paola Suárez                        | 6–3, 5–7, 6–2                          |
| 2005                                    | Bryanne Stewart Samantha Stosur                            | Elena Dementierva Ai Sugiyama                              | w.o.                                   |
| 2004                                    | Cara Black Rennae Stubbs                                   | Dinara Safina Meghann Shaughnessy                          | 7–5, 3–6, 6–4                          |
| 2003                                    | Kim Clijsters Ai Sugiyama                                  | Conchita Martínez Rennae Stubbs                            | 6–3, 6–3                               |
| 2002                                    | Lisa Raymond Rennae Stubbs                                 | Martina Hingis Anna Kournikova                             | w.o.                                   |
| 2001                                    | Anna Kournikova Barbara Schett                             | Lisa Raymond Rennae Stubbs                                 | 6–2, 7–5                               |
| 2000                                    | Julie Halard-Decugis Ai Sugiyama                           | Martina Hingis Mary Pierce                                 | 6–0, 6–3                               |
| 1999                                    | Elena Likhovtseva Ai Sugiyama                              | Mary Joe Fernández Anke Huber                              | 6–3, 2–6, 6–0                          |
| 1998                                    | Martina Hingis Helena Suková                               | Katrina Adams Meredith McGrath                             | 6–1, 6–2                               |
| 1997                                    | Gigi Fernández Arantxa Sánchez Vicario                     | Lindsay Davenport Natasha Zvereva                          | 6–3, 6–1                               |
| 1996                                    | Lindsay Davenport Mary Joe Fernández                       | Lori McNeil Helena Suková                                  | 6–3, 6–3                               |
| 1995                                    | Lindsay Davenport Jana Novotná                             | Patty Fendick Mary Joe Fernández                           | 7–5, 2–6, 6–4                          |
| 1994                                    | Patty Fendick Meredith McGrath                             | Jana Novotná Arantxa Sánchez Vicario                       | 6–2, 6–3                               |
| 1993                                    | Pam Shriver Elizabeth Smylie                               | Lori McNeil Rennae Stubbs                                  | 7–6, 6–2                               |
| 1992                                    | Arantxa Sánchez Vicario Helena Suková                      | Mary Joe Hernández Zina Garrison-Jackson                   | 7–6, 6–7, 6–2                          |
| 1991                                    | Arantxa Sánchez Vicario Helena Suková                      | Gigi Fernández Jana Novotná                                | 6–1, 6–4                               |
| 1990                                    | Jana Novotná Helena Suková                                 | Larisa Savchenko Natalia Zvereva                           | 6–3, 7–5                               |
| 1989                                    | Martina Navrátilová Pam Shriver                            | Elizabeth Smylie Wendy Turnbull                            | 6–3, 6–3                               |
| 1988                                    | Ann Henricksson C. Jolissaint                              | Claudia Kohde-Kilsch Helena Suková                         | 7–6, 4–6, 6–3                          |
| 1987                                    | Betsy Nagelsen Elizabeth Smylie                            | Jenny Byrne Janine Tremelling                              | 6–7, 7–5, 6–1                          |
| Torneio não realizado em 1986           |                                                            |                                                            |                                        |
| 1985 (18 nov.)                          | Hana Mandlíková Wnedy Turnbull                             | Rosalyn Fairbank Candy Reynolds                            | 3–6, 7–6, 6–4                          |
| 1985 (6 mai.)                           | Pam Shriver Elizabeth Smylie                               | Barbara Potter Sharon Walsh-Pete                           | 7–5, 7–5                               |
| 1984                                    | Claudia Kohde-Kilsch Helena Suková                         | Wnedy Turnbull Sharon Walsh                                | 7–2, 7–6                               |
| 1983                                    | Anne Hobbs Wendy Turnbull                                  | Hana Mandlíková Helena Suková                              | 6–4, 6–3                               |
| 1982                                    | Martina Navrátilová Pam Shriver                            | Claudia Kohde-Kilsch Eva Pfaff                             | 6–2, 2–6, 7–6                          |
| 1981                                    | Martina Navrátilová Pam Shriver                            | Kathy Jordan Anne Smith                                    | 6–7, 6–2, 6–4                          |
| 1980                                    | Pam Shriver Betty Stöve                                    | Rosie Casals Wendy Turnbull                                | 6–1, 4–6, 6–4                          |
| 1979 (17 dez.)                          | Diane Desfor Barbara Hallquist                             | Barbara Jordan Kym Ruddell                                 | 4–6, 6–2, 6–2                          |
| 1979 (3 dez.)                           | Billie Jean King Wendy Turnbull                            | Sue Barker Pam Shriver                                     | 7–5, 6–4                               |
| 1978 (18 dez.)                          | Lesley Hunt Sharon Walsh                                   | Ilana Kloss Marise Kruger                                  | 6–2, 6–1                               |
| 1978 (4 dez.)                           | Kerry Reid Wendy Turnbull                                  | Judy Chaloner Anne Hobs                                    | 6–2, 4–6, 6–2                          |
| 1977 (dez.)                             | Evonne Cawley Helen Cawley                                 | Mona Guerrant Kerry Reid                                   | 6–0, 6–0                               |
| 1977 (nov.)                             | Kerry Reid / Greer Stevens vs. Evonne Cawley / Betty Stöve | Kerry Reid / Greer Stevens vs. Evonne Cawley / Betty Stöve | final cancelada; o título foi dividido |
| 1976 (dez.)                             | Martina Navrátilová Betty Stöve                            | Françoise Dürr Ann Kiyomura                                | 6–3, 7–5                               |
| 1976 (nov.)                             | Martina Navrátilová Betty Stöve                            | Françoise Dürr Ann Kiyomyura                               | 6–3, 7–5                               |
| 1975                                    | Evonne Goolagong Helen Gourlay                             | Heidi Eisterlenher Helga Masthoff                          | 6–3, 4–6, 6–3                          |
| 1974 (dez.)                             | Evonne Goolagong Peggy Michel                              | Olga Morozova Martina Navrátilová                          | 6–7, 6–4, 6–1                          |
| 1974 (jan.)                             | Ann Kiyomura Kazuko Sawamatsu                              | Janet Failis Pam Whytcross                                 | 6–3, 6–3                               |
| Torneio não realizado em 1973           |                                                            |                                                            |                                        |
| 1972 (dez.)                             | Não disponível                                             | Não disponível                                             | Não disponível                         |
| 1972 (jan.)                             | Patricia Edwards Evonne Goolagong                          | Lesley Bowrey Virginia Wade                                | 6–1, 6–2                               |
| 1971                                    | Margaret Court Olga Morozova                               | Helen Gourlay Kerry Harris                                 | 6–2, 6–0                               |